# 千言萬語 (鄧麗君歌曲)
《千言萬語》，華語經典歌曲。詞曲皆出自音樂大師左宏元（古月、爾英都是左大師的筆名）。〈千言萬語〉是電影《彩雲飛》的片中插曲，原主唱者為鄧麗君，1972年由台灣麗風唱片發行，1977年發行重新編曲配樂的新版本。〈千言萬語〉不但是華語樂壇不朽的經典，更是鄧麗君知名代表作，在她過世之後，這首歌曲更一再的不斷被重新翻唱。

## 歌曲簡介
〈千言萬語〉的詞曲都出自左宏元之手，他大多數的作品都是交由莊奴填詞，只有特別有靈感的時候他才會將詞曲都一手包辦，〈千言萬語〉就是這樣子的作品。左宏元希望鄧麗君藉著這首歌建立一個範本、好榜樣，不要耍花腔，不要很多裝飾音，只要字正腔圓將她的誠意和感情唱出來就好，鄧麗君在錄〈千言萬語〉時才19歲，他就陪在一旁以眼神、手勢來作無言的溝通，最後鄧麗君一次OK，左宏元對於這個成果也非常滿意。1972年，鄧麗君首次錄製〈千言萬語〉，當時它的編曲和配樂較為簡單陽春，尚未能把這首歌曲的意境表現到極臻，但歌曲還是紅了。1977年，鄧麗君重新錄製〈千言萬語〉，這次她的唱腔和歌曲的編排上更加穩定成熟，完美的呈現這首歌，當今坊間時常聽到的就是這個版本。

## 《彩雲飛》電影插曲
電影《彩雲飛》是瓊瑤的作品，李行導演，由鄧光榮和甄珍分飾男女主角，左宏元負責該片所有音樂歌曲。原本左宏元打算將電影《彩雲飛》的片頭曲和片尾曲都叫〈彩雲飛〉，兩首〈彩雲飛〉使用相同的歌詞搭配不同的旋律，但後來他將片尾曲改名為〈我怎能離開你〉，尤雅演唱電影片頭曲，萬沙浪和鄧麗君則演唱片中插曲和電影片尾曲。
〈千言萬語〉是片中的一首插曲，左宏元早意囑鄧麗君來唱，這是繼電視連續劇《晶晶》之後，他第二次和鄧麗君合作。當時李行導演相當反對左宏元的這個決定（坊間亦有傳聞是瓊瑤反對，但左宏元在2003年接受記者訪問時，表示當時是李行導演反對），李行導演認為鄧麗君只有19歲，年紀不但很輕也沒談過戀愛，這樣的一個小女生怎麼有辦法詮釋電影劇情裡纏綿緋徹的愛情呢？左宏元告訴李行導演不必擔心，他說鄧麗君的音色和技巧非常好，其它的部分他會親自教導鄧麗君，也因為左宏元的這一番話才讓李行導演終於點頭答應。
電影《彩雲飛》上映後，鄧麗君所唱的插曲〈千言萬語〉竟比電影主題曲還受歡迎，到後來〈千言萬語〉的鋒頭已經蓋過電影本身。鄧麗君也因為〈千言萬語〉在香港、東南亞一帶廣受歡迎，致使她在香港的知名度開始超越以〈今天不回家〉走紅的前輩姚蘇蓉。1977年，鄧麗君重錄〈千言萬語〉，收錄於《Greatest Hits》，1977年由香港寶麗金唱片發行，同專輯內尚收錄《彩雲飛》片尾曲〈我怎能離開你〉和〈路邊的野花不要採〉等歌曲。

## 華語經典傳唱至今
〈千言萬語〉幾乎已和鄧麗君劃上等號，它也成為鄧麗君最為知名的代表作之一，而這首歌曲被重新翻唱的次數已無法計數，在歌手的演唱會上、模仿鄧麗君的場合上或是歌手選秀節目中，屢屢都會出現〈千言萬語〉。其中較廣為人知的有1994年王菲的演唱會現場版本，2010年齊秦和彭佳慧的男女對唱版本，但與其說是重新翻唱，倒不如說是向偶像致敬來的貼切，〈千言萬語〉也成為鄧麗君的原唱歌曲中，被翻唱次數最多的一首（〈月亮代表我的心〉被翻唱的次數更多，但鄧麗君並非它的原唱者）。

## 電影《千言萬語》
由知名導演許鞍華執導的電影《千言萬語》在1999年推出，故事背景是1970年代至1980年代的香港，這是在鄧麗君逝世之後第二部以她的歌名為片名的電影，第一部是1996年陳可辛導演的《甜蜜蜜》，而非常巧合的是，這兩部電影都雙雙拿下台灣金馬獎和香港金像獎的「最佳影片」大獎。